# Andrzej Bukowiński
Andrés Bukowinski, pierwotnie Andrzej Bukowiński (ur. 1940 w Warszawie) – brazylijski reżyser filmowy polskiego pochodzenia, specjalizuje się w filmach reklamowych.

## Życiorys
Rodzice Andrzeja Bukowińskiego opuścili Polskę w 1946, trzy lata później osiedli w Argentynie. Tam rozpoczął studia architektoniczne, ale zafascynowany filmem reklamowym przerwał studia i poświęcił się swojej pasji. Od początku kariery odnosił sukcesy, w 1973 przeniósł się do Brazylii. Od połowy lat 90. XX wieku współpracuje z polskimi agencjami reklamowymi w zakresie realizacji filmowych kampanii reklamowych.
Znany i ceniony reżyser filmów reklamowych, zrealizował ponad 380 filmów dokumentalnych i fabularnych oraz ponad 3000 filmów reklamowych. Na festiwalach filmowych w Cannes i w Wenecji otrzymał dwadzieścia pięć statuetek Lwów w kategorii filmu reklamowego (dziewięć nagród to Złote Lwy). Jego najsławniejszym dziełem jest film pt. „Hitler” reklamujący gazetę Folha de São Paulo. Najdłużej współpracował z aktorem Carlosem Moreno, który wystąpił w jego 337 filmach reklamowych.
W 2018 został konsulem honorowym Rzeczypospolitej Polskiej w São Paulo.
W 1999 posiadał obywatelstwo polskie oraz argentyńskie.

## Nagrody i odznaczenia
W 1999 prezydent Polski odznaczył Andrzeja Bukowińskiego Krzyżem Kawalerskim Orderu Odrodzenia Polski, a w 2006 otrzymał Srebrny Medal „Zasłużony Kulturze Gloria Artis”.